# Mirjam Jäger
Pour les articles homonymes, voir De Jager ou De Jaeger et Jäger.
Mirjam Jäger, née le 9 novembre 1982 à Zurich, est une ancienne snowboardeuse et skieuse acrobatique suisse spécialiste du half-pipe. Elle est actuellement mannequin et présentatrice.

## Carrière
Après avoir participé à diverses compétitions de snowboard, Jaeger s'est concentrée sur sa carrière en ski acrobatique débutant en Coupe du monde en mars 2004 aux Contamines. Elle termine deuxième deux ans plus tard lors de sa deuxième course toujours aux Contamines. En 2015, elle remporte la médaille de bronze de half-pipe aux Championnats du monde. En mars 2015 elle se retire des compétitions. Elle se concentre sur sa carrière de mannequin et de présentatrice, entre autres chez Blick.ch.

## Palmarès

### Jeux olympiques
- Sotchi 2014 : 8e en half-pipe

### Championnats du monde
| Édition/Discipline             | Half-pipe |
| Mondiaux 2009 à Inawashiro     | 11e       |
| Mondiaux 2011 à Deer Valley    | 7e        |
| Mondiaux 2013 à Voss-Myrkdalen | 8e        |
| Mondiaux 2015 à Kreischberg    | Bronze    |

### Coupe du monde
- Meilleur classement général : 20e en 2013.
- Meilleur classement en half-pipe : 2e en 2006.
- 3 podiums.

### Winter X Games
- Médaille d'argent au superpipe aux Winter X Games de 2008[4].